# Евангелическое суперинтендентство Аугсбургского исповедания Верхней Австрии
Евангелическое суперинтендентство Аугсбургского исповедания Верхней Австрии (нем. Evangelische Superintendentur A. B. Oberösterreich) — епархия Евангелической церкви Аугсбургского исповедания в Австрии.
Суперинтендентство возглавляет суперинтендент.

## Организационная структура
Евангелическое суперинтендентство Aугсбургского исповедания Верхней Австрии территориально полностью совпадает с федеральной землёй Верхняя Австрия и дополнительно охватывает три политические общины федеральной земли Зальцбург:
- Русбах-ам-Пас-Гшютт в составе церковного прихода Гозау;[10][11]
- Санкт-Гильген и Штробль в составе церковного прихода Бад-Ишль.[12][13]

Центр епархии находится в столице Верхней Австрии городе Линц:
- 4020 Линц, Бергшлёсльгассе, 5 (нем. Bergschlösslgasse 5, A-4020 Linz, Österreich, Evangelische Superintendentur A. B. Oberösterreich).

По данным на 31 декабря 2015 года в суперинтендентстве располагаются 35 (34 — на официальном сайте суперинтендентства без указания даты)Прим. ред. от 25.04.2016г. церковных приходов, 8 дочерних церквей и около 50 проповеднических станций с 50 124 членами (51.108 — на официальном сайте суперинтендентства без указания даты)Прим. ред. от 25.04.2016г., включая 189 прихожан "Гельветского исповедания". Все церковные приходы располагаются в федеральной земле Верхняя Австрия.
Список лютеранских церковных приходов по политическим округам Верхней Австрии:
Кроме того, в Линце (Верхняя Австрия), есть ещё школьная церковная община:
- Линцская протестантская высшая школьная община (нем. Linz Evang. Hochschulgemeinde).[15]

Суперинтендентство с 2005 года возглавляет суперинтендент-доктор Герольд Ленер  (нем.).
Он путём личных визитаций наблюдает за церковной жизнью суперинтендентства и представляет отчёт о результатах своих наблюдений в Синод. Суперинтендент имеет право собственной властью останавливать найденные им беспорядки в церковном управлении. Он председательствует в местном синоде и в комитете местного синода, руководит приходскими выборами, имеет исключительное право на совершение некоторых священнодействий (например освящения церквей, ординации). Должность суперинтендента соединяется с одною из духовных или пасторских должностей суперинтендентства.
| Имя                              | Срок пребывания |
| -------------------------------- | --------------- |
| Йоханн Кристиан Тилиш (чешск.)   | 1783–1827       |
| Йоханн Штеллер (нем.)            | 1832–1854       |
| Йоханн Теодор Веренфенниг (нем.) | 1855–1856       |
| Эрих Мартин Шеэф (нем.)          | 1857–1880       |
| Якоб Эрнст Кох (нем.)            | 1880–1907       |
| Фридрих Кох (нем.)               | 1908–1920       |
| Якоб Эрнст Кох (нем.)            | 1921–1936       |
| Ханс Эдер (нем.)                 | 1937–1940       |
| Вильгельм Мензинг-Браун (нем.)   | 1941–1966       |
| Леопольд Теммель (нем.)          | 1966–1980       |
| Хервиг Карцель (нем.) (пол.)     | 1980–1990       |
| Хансйёрг Айхмайер (нем.)         | 1990–2005       |
| Герольд Ленер (нем.)             | 2005–           |

## Комментарии
1. ↑  Общая площадь евангелического суперинтендентства Аугсбургского исповедания Верхней Австрии составляет 1.220.685,63 га, в том числе:
  - федеральная земля Верхняя Австрия площадью 1.197.990,82 га и
  - политические общины федеральной земли Зальцбург Русбах-ам-Пас-Гшютт (3.404,35 га), Санкт-Гильген (9.888,07 га) и Штробль (9.402,39 га) общей площадью 22.694,81 га.

## Внешние ссылки
- Официальная страница (нем.)
- Географические координаты суперинтендентства Аугсбургского исповедания Верхней Австрии 48°17′28″ с. ш. 14°17′00″ в. д.HGЯO